# Француска на Светском првенству у атлетици на отвореном 2019.
Француска је учествовала на 17. Светском првенству у атлетици на отвореном 2019. одржаном у Дохи од 27. септембра до 6. октобра седамнаести пут, односно учествовала је на свим првенствима до данас. Репрезентацију Француске представљало 52 учесника (29 мушкараца и 23 жена) који су се такмичили у 29 дисциплина (15 мушких, 15 женских и 1 мешовита).,
На овом првенству Француска је по броју освојених медаља делила 24. место са 2 освојене медаље (1 сребрна и 1 бронзана). У табели успешности према броју и пласману такмичара који су учествовали у финалним такмичењима (првих 8 такмичара) Француска је са 6 учесника у финалу делила је 15. место са 25 бодова.
| Плас. | Земља     | 1. место | 2. место | 3. место | 4. место | 5. место | 6. место | 7. место | 8. место | Бр. финал. | Бод. |
| ----- | --------- | -------- | -------- | -------- | -------- | -------- | -------- | -------- | -------- | ---------- | ---- |
| =15.  | Француска | 0        | 1        | 1        | 0        | 1        | 2        | 1        | 0        | 6          | 25   |

## Учесници
| Мушкарци: - Жими Вико — 100 м, 4х100 м - Моухамадоу Фал — 200 м, 4х100 м - Пјер Амброаз Бос — 800 м - Алексис Мијеле — 1.500 м - Раби Дукана — 1.500 м - Паскал Мартино Лагард — 110 м препоне - Димири Баску — 110 м препоне - Вилем Белосјан — 110 м препоне - Лидви Ваљан — 400 м препоне, 4х400 м - Вилфред Хапио — 400 м препоне - Djilali Bedrani — 3.000 м препреке - Јоан Ковал — 3.000 м препреке - Амори Голитин — 4х100 м - Микел-Меба Зезе — 4х100 м - Кристоф Леметр — 4х100 м - Кристофер Налиали — 4х400 м - Томас Жордије — 4х400 м, 4х400 м (м+ж) - Маме-Ибра Ан — 4х400 м, 4х400 м (м+ж) - Кевин Кампион — 20 км ходање - Габриел Бордиер — 20 км ходање - Јоан Диниз — 50 км ходање - Валентин Лавилени — Скок мотком - Рено Лавилени — Скок мотком - Алиун Сан — Скок мотком - Бемжамин Кампаоре — Троскок - Жан-Марк Понтвијан — Троскок - Кентен Биго — Бацање кладива - Кевин Мајер — Десетобој - Басил Ролнин — Десетобој | Жене: - Орфеј Неола — 100 м - Карол Заи — 200 м, 4х100 м - Дебора Сананес — 400 м, 4х400 м - Амандин Бросје — 400 м, 4х400 м, 4х400 м (м+ж) - Ренел Ламот — 800 м - Лаура Валет — 100 м препоне - Фани Канот — 100 м препоне - Солен Ндама — 100 м препоне, Седмобој - Офели Клауд-Бокбергер — 3.000 м препреке - Ситнија Ледук — 4х100 м - Естел Рафе — 4х100 м - Orlann Ombissa-Dzangue — 4х100 м - Елис Тринклер — 4х400 м - Ањес Рахаролахи — 4х400 м, 4х400 м (м+ж) - Ненон Гујон-Ромарен — Скок мотком - Хилари Кпатша — Скок удаљ - Јанис Есмерелда Дејвид — Скок удаљ - Елоаз Лезијер — Скок удаљ - Rouguy Diallo — Троскок - Јанис Давид — Троскок - Мелина Робер-Мишон — Бацање диска - Александра Тавернијер — Бацање кладива - Алексије Алес — Бацање копља |  |

## Освајачи медаља (2)

### сребро (1)
- Кентен Биго — Бацање кладива

### Бронза (1)
- Паскал Мартино Лагард — 110 м препоне

## Резултати

### Мушкарци
| Атлетичар                                                             | Дисциплина       | Лични рекорд   | Предтакмичење     | Предтакмичење     | Квалификације         | Квалификације        | Полуфинале            | Полуфинале           | Финале               | Финале       | Детаљи |
| Атлетичар                                                             | Дисциплина       | Лични рекорд   | Резултат          | Место             | Резултат              | Место                | Резултат              | Место                | Резултат             | Место        | Детаљи |
| --------------------------------------------------------------------- | ---------------- | -------------- | ----------------- | ----------------- | --------------------- | -------------------- | --------------------- | -------------------- | -------------------- | ------------ | ------ |
| Жими Вико                                                             | 100 м            | 9,86 НР        | слободан          | слободан          | 10,08 (.071) КВ       | 2. у гр. 4           | 10,16 (.153)          | 7. у гр. 3           | Није се квалификовао | 14 / 65 (68) |        |
| Моухамадоу Фал                                                        | 200 м            | 20,34          |                   |                   | 20,63                 | 5. у гр. 7           | Није се квалификовао  | Није се квалификовао | Није се квалификовао | 32 / 50 (53) |        |
| Пјер Амброаз Бос                                                      | 800 м            | 1:42,53 НР     | 1:46,14 (.138) КВ | 3. у гр. 3        | 1:47,60               | 6. у гр. 3           | Нису се квалификовали | 22 / 44 (46)         |                      |              |        |
| Алексис Мијеле                                                        | 1.500 м          | 3:34,23        | 3:37,69 (.683) КВ | 2. у гр. 1        | 3:37,39               | 8. у гр. 1           | Нису се квалификовали | 17 / 41 (45)         |                      |              |        |
| Раби Дукана                                                           | 1.500 м          | 3:33,11        | Није стартовао    | Није стартовао    | Није се квалификовао  | Није се квалификовао | Није се квалификовао  | Није се квалификовао |                      |              |        |
| Паскал Мартино Лагард                                                 | 110 м препоне    | 12,95 НР       | 13,45 КВ          | 1. у гр. 3        | 13,12 КВ, ЛРС         | 2. у гр. 2           | 13,18                 |                      |                      |              |        |
| Димири Баску                                                          | 110 м препоне    | 13,12          | 13,53 (.524) кв   | 6. у гр. 4        | 13,48                 | 3. у гр. 1           | Нису се квалификовали | 29 / 39 (41)         |                      |              |        |
| Вилем Белосјан                                                        | 110 м препоне    | 13,25          | 13,67 (.663) КВ   | 4. у гр. 5        | 13,60 (.594)          | 7. у гр. 3           | Нису се квалификовали | 19 / 39 (41)         |                      |              |        |
| Лидви Ваљан                                                           | 400 м препоне    | 48,60          | 49,49 КВ          | 2. у гр. 5        | 49,10                 | 4. у гр. 2           | Нису се квалификовали | 12 / 38 (39)         |                      |              |        |
| Вилфред Хапио                                                         | 400 м препоне    | 49,03          | 51,25             | 3. у гр. 3        | Није се квалификовао  | Није се квалификовао | Није се квалификовао  | 33 / 38 (39)         |                      |              |        |
| Djilali Bedrani                                                       | 3.000 м препреке | 8:09,47        | 8:13,02 КВ        | 2. у гр. 1        |                       |                      | 8:05,23 ЛР            | 5 / 44 (46)          |                      |              |        |
| Јоан Ковал                                                            | 3.000 м препреке | 8:12,53        | 8:37,90           | 12. у гр. 3       | Није се квалификовао  | 37 / 44 (46)         |                       |                      |                      |              |        |
| Амори Голитин Жими Вико Микел-Меба Зезе Кристоф Леметр Моухамадоу Фал | 4 х 100 м        | 37,79 НР       | 37,88 кв, НРС     | 4. у гр. 2        | Нису завршили трку    | Нису завршили трку   |                       |                      |                      |              |        |
| Лидви Ваљан Кристофер Налиали Томас Жордије Маме-Ибра Ан              | 4 х 400 м        | 2:58,96 НР     | 3:01,40 кв, НРС   | 4. у гр. 2        | 3:03,06               | 7 / 16               |                       |                      |                      |              |        |
| Кевин Кампион                                                         | 20 км ходање     | 1:20:28        |                   |                   |                       |                      |                       |                      | 1:32:16              | 16 / 40 (53) |        |
| Габриел Бордиер                                                       | 20 км ходање     | 1:21:43        | 1:34:06           | 24 / 40 (53)      |                       |                      |                       |                      |                      |              |        |
| Јоан Диниз                                                            | 50 км ходање     | 3:32:33 СР, НР | Није завршио трку | Није завршио трку |                       |                      |                       |                      |                      |              |        |
| Рено Лавилени                                                         | Скок мотком      | 6,16д НР       |                   |                   | 5,60                  | 1. у гр. А           |                       |                      | Није се квалификовао | 15 / 26 (30) |        |
| Валентин Лавилени                                                     | Скок мотком      | 5,82           | 5,70 кв           | 4. у гр. А        | 5,70                  | 7 / 29 (33)          |                       |                      |                      |              |        |
| Алиун Сан                                                             | Скок мотком      | 5,72           | 5,45              | 15. у гр. Б       | Нису се квалификовали | 26 / 29 (33)         |                       |                      |                      |              |        |
| Жан-Марк Понтвијан                                                    | Троскок          | 17,13          | 16,31             | 12. у гр. Б       | Нису се квалификовали | 26 / 33              |                       |                      |                      |              |        |
| Бемжамин Кампаорео                                                    | Троскок          | 17,48          | 16,59             | 11. у гр. А       | Нису се квалификовали | 22 / 33              |                       |                      |                      |              |        |
| Кентен Биго                                                           | Бацање кладива   | 78,58          | 77,44 КВ          | 2. у гр. А        | 78,19                 |                      |                       |                      |                      |              |        |

#### Десетобој
| Дисциплина    | Кевин Мајер | Кевин Мајер | Кевин Мајер | Кевин Мајер | Кевин Мајер | Кевин Мајер |
| Дисциплина    | Лич. рек.   | Резултат    | Бод.        | Плас.       | Укупно      | Плас.       |
| ------------- | ----------- | ----------- | ----------- | ----------- | ----------- | ----------- |
| 100 м         | 10,55       | 10,50 ЛР    | 975         | 3.          | 975         | 3.          |
| Скок удаљ     | 7,80        | 7,56 ЛРС    | 950         | 4.          | 1.925       | 3.          |
| Бацање кугле  | 16,51       | 16,82 ЛР    | 902         | 1.          | 2.827       | 1.          |
| Скок увис     | 2,10д       | 1,99 ЛРС    | 794         | 13.         | 3.621       | 1.          |
| 400 м         | 48,26       | 48,99 ЛРС   | 862         | 12.         | 4.483       | 3.          |
| 110 м препоне | 13,60       | 13,87       | 991         | 2.          | 5.474       | 3.          |
| Бацање диска  | 52,38       | 48,34       | 836         | 4.          | 6.310       | 1.          |
| Скок мотком   | 5,60д       | БП          | 0           |             | 6.310       | 16.         |
| Бацање копља  | 71,90       | НС          |             |             |             |             |
| 1500 м        | 4:18,04     |             |             |             |             |             |
| Десетобој     | 9.126 НР    |             |             |             | НЗ          |             |

| Дисциплина    | Басил Ролнин | Басил Ролнин | Басил Ролнин | Басил Ролнин | Басил Ролнин | Басил Ролнин |
| Дисциплина    | Лич. рек.    | Резултат     | Бод.         | Плас.        | Укупно       | Плас.        |
| ------------- | ------------ | ------------ | ------------ | ------------ | ------------ | ------------ |
| 100 м         | 11,03        | 11,42        | 769          | 22.          | 769          | 22.          |
| Скок удаљ     | 7.45д        | НС           | 0            |              |              |              |
| Бацање кугле  | 15,38        |              |              |              |              |              |
| Скок увис     | 2,08         |              |              |              |              |              |
| 400 м         | 50,02        |              |              |              |              |              |
| 110 м препоне | 14,33        |              |              |              |              |              |
| Бацање диска  | 50,62        |              |              |              |              |              |
| Скок мотком   | 5,00         |              |              |              |              |              |
| Бацање копља  | 61,60        |              |              |              |              |              |
| 1500 м        | 4:37,63      |              |              |              |              |              |
| Десетобој     | 8.205        |              |              |              | НЗ           |              |

### Жене
| Атлетичарка                                                 | Дисциплина       | Лични рекорд | Квалификације    | Квалификације    | Полуфинале            | Полуфинале            | Финале                | Финале                | Детаљи |
| Атлетичарка                                                 | Дисциплина       | Лични рекорд | Резултат         | Место            | Резултат              | Место                 | Резултат              | Место                 | Детаљи |
| ----------------------------------------------------------- | ---------------- | ------------ | ---------------- | ---------------- | --------------------- | --------------------- | --------------------- | --------------------- | ------ |
| Орфеј Неола                                                 | 100 м            | 11,06        | 11,34            | 5. у гр. 3       | Није се квалификовала | Није се квалификовала | Није се квалификовала | 27 / 46 (47)          |        |
| Карол Заи                                                   | 200 м            | 22,85        | 22,99 КВ         | 2. у гр. 6       | 23,03 (.028)          | 5. у гр. 5            | Нису се квалификовале | 16 / 43 (48)          |        |
| Дебора Сананес                                              | 400 м            | 51,55        | 51,76 КВ         | 2. у гр. 5       | 52,24                 | 7. у гр. 1            | Нису се квалификовале | 19 / 47 (48)          |        |
| Амандин Бросје                                              | 400 м            | 51,77        | 52,81            | 7. у гр. 6       | Није се квалификовала | Није се квалификовала | Није се квалификовала | 41 / 47 (48)          |        |
| Ренел Ламот                                                 | 800 м            | 1:58,01      | 2:03,36 КВ       | 1. у гр. 6       | 2:02,86               | 6. у гр. 3            | Није се квалификовала | 24 / 40 (42)          |        |
| Лаура Валет                                                 | 100 м препоне    | 12,87        | 13,47            | 8. у гр. 5       | Нису се квалификовале | Нису се квалификовале | Нису се квалификовале | 32 / 36 (38)          |        |
| Фани Канот                                                  | 100 м препоне    | 12,96        | 13,51            | 6. у гр. 2       | Нису се квалификовале | Нису се квалификовале | Нису се квалификовале | 34 / 36 (38)          |        |
| Солен Ндама                                                 | 100 м препоне    | 12,77        | 12,97 (.963) КВ  | 3. у гр. 3       | Није завршила трку    | Није завршила трку    | Није се квалификовала | Није се квалификовала |        |
| Офели Клауд-Бокбергер                                       | 3.000 м препреке | 9:40,19      | 9:31,84          | 14. у гр. 1      |                       |                       | Није се квалификовала | 41 / 40 (42)          |        |
| Карол Заи Ситнија Ледук Естел Рафе Orlann Ombissa-Dzangue   | 4 х 100 м        | 41,78 НР     | Дисквалификоване | Дисквалификоване | Нису се квалификовале | Нису се квалификовале |                       |                       |        |
| Амандин Бросје Дебора Сананес Елис Тринклер Ањес Рахаролахи | 4 х 400 м        | 3:22,34 НР   | 3:29,66 НРС      | 7. у гр. 1       | Нису се квалификовале | 12 / 15 (16)          |                       |                       |        |
| Ненон Гујон-Ромарен                                         | Скок мотком      | 4,75         | 4,60 КВ          | 7. у гр Б        | 4,70                  | 12 / 31 (32)          |                       |                       |        |
| Хилари Кпатша                                               | Скок удаљ        | 6,81         | 6,47             | 9. у гр. Б       | 6,71                  | 18 / 31               |                       |                       |        |
| Јанис Есмерелда Дејвид                                      | Скок удаљ        | 6,84         | 6,46             | 10. у гр. А      | Нису се квалификовале | 20 / 31               |                       |                       |        |
| Елоаз Лезијер                                               | Скок удаљ        | 6,92         | 6,46             | 11. у гр. А      | Нису се квалификовале | 21 / 31               |                       |                       |        |
| Rouguy Diallo                                               | Троскок          | 14,39д       | 14,25 кв         | 2. у гр. Б       | 14,08                 | 10 / 26 (28)          |                       |                       |        |
| Јанис Давид                                                 | Троскок          | 14,35        | Није стартовала  | Није стартовала  | Није се квалификовала | Није се квалификовала |                       |                       |        |
| Мелина Робер-Мишон                                          | Бацање диска     | 66,73 НР     | 64,02 КВ, ЛРС    | 2. у гр. А       | 59,99                 | 10 / 29 (30)          |                       |                       |        |
| Александра Тавернијер                                       | Бацање кладива   | 74,84        | 72,91 КВ         | 3. у гр А        | 73,33                 | 6 / 30                |                       |                       |        |
| Алексије Алес                                               | Бацање копља     | 63,46        | 60,46            | 7. у гр. Б       | Није се квалификовала | 14 / 31               |                       |                       |        |

#### Седмобој
| Дисциплина    | Солен Ндама  | Солен Ндама | Солен Ндама | Солен Ндама | Солен Ндама | Солен Ндама  |
| Дисциплина    | Лични рекорд | Резултат    | Бод.        | Плас.       | Укупно      | Плас.        |
| ------------- | ------------ | ----------- | ----------- | ----------- | ----------- | ------------ |
| 100 м препоне | 12,77        | 12,90       | 1.140       | 2.          | 1.140       | 2.           |
| Скок увис     | 1,78д        | 1,71        | 867         | 17.         | 2.007       | 11.          |
| Бацање кугле  | 14,47д       | 13,68       | 773         | 10.         | 2.780       | 10.          |
| 200 м         | 24,05        | 24,34       | 948         | 8.          | 3.728       | 9.           |
| Скок удаљ     | 6,38         | 5,98        | 843         | 12.         | 4.571       | 12.          |
| Бацање копља  | 37,29        | 37,62 ЛР    | 622         | 14.         | 5.193       | 15.          |
| 800 м         | 2:11,93д     | 2:18,75     | 841         | 13.         | 6.034       | 14.          |
| Седмобој      | 6.290        |             |             |             | 6.034       | 14 / 16 (20) |

### Мешовито
| Атлетичари                                                                | Дисциплина | Лични рекорд | Квалификације | Квалификације | Полуфинале | Полуфинале | Финале                | Финале  | Детаљи |
| Атлетичари                                                                | Дисциплина | Лични рекорд | Резултат      | Место         | Резултат   | Место      | Резултат              | Место   | Детаљи |
| ------------------------------------------------------------------------- | ---------- | ------------ | ------------- | ------------- | ---------- | ---------- | --------------------- | ------- | ------ |
| Маме-Ибра Ан (м) Амандин Бросје (ж) Ањес Рахаролахи (ж) Томас Жордије (м) | 4 х 400 м  | 3:17,53 НР   | 3:17,17 НР    | 6. у гр. 1    |            |            | Нису се квалификовали | 12 / 16 |        |